# Rhampsinitus telifrons
Rhampsinitus telifrons is een hooiwagen uit de familie echte hooiwagens (Phalangiidae).